# Movimento Civile "Autodifesa Popolare"
Il Movimento Civile "Autodifesa Popolare" (in ucraino: Громадянський рух «Народна самооборона») è un movimento politico dell'Ucraina, guidato dall'ex membro del Partito Socialista d'Ucraina Jurij Lucenko.

## Storia
Nel luglio 2007 il vecchio blocco Ucraina Nostra si era riorganizzato con il Movimento Civile "Autodifesa Popolare" nel Blocco Ucraina Nostra - Autodifesa Popolare per le elezioni parlamentari del 2007. I partiti membri avevano in progetto di unificarsi in un unico partito nel dicembre dello stesso anno, ma il 16 novembre 2007, Autodifesa Popolare decise di porre termine alla propria partecipazione al processo di formazione di un partito unito, essendo il processo non del tutto chiaro. L'alleanza, attualmente, detiene 72 sui 450 parlamentari che siedono alla Verchovna Rada.